# العلاقات المغربية الليبية
العلاقات المغربية الليبية، تشير إلى العلاقات الثنائية  بين المغرب وليبيا، وهما دولتان عربيتان تقعان في منطقة المغرب العربي في شمال أفريقيا. ليبيا لديها سفارة في الرباط والمغرب لديه سفارة في طرابلس، التي تعرضت لهجوم من قبل مسلحي داعش في عام 2015.

## نبذه تاريخية
تربط ليبيا والمغرب رابطة وثيقة نسبيًا تعود إلى العصور القديمة. كلاهما دولتان مغاربيتان مسلمتان. ومع ذلك، فإن الاتصال اللاحق بين الاثنين كان ناتجًا عن حوادث تاريخية مختلفة: استمر المغرب في التطور إلى مملكة عربية مستقلة ذات هوية مميزة، بينما أصبحت ليبيا جزءًا من الإمبراطورية العثمانية. وشهدت نهاية الإمبراطورية العثمانية سقوط ليبيا والمغرب تحت الاستعمار، وحكم الإيطاليون ليبيا والمغرب تحت حكم الفرنسيين والإسبان. ستصبح ليبيا أول دولة مغاربية تستعيد استقلالها، كما حدث نتيجة الحرب العالمية الثانية وهزيمة إيطاليا، بينما كان على المغرب الانتظار حتى عام 1956 للحصول على الاستقلال الكامل عن فرنسا وإسبانيا. ومنذ ذلك الحين، أقامت ليبيا والمغرب علاقات.
كانت الدولتان في البداية متحدتين كملكيتين، حيث كانت تربط الملك إدريس ملك ليبيا والملك محمد الخامس ملك المغرب علاقات شخصية قوية. ومع ذلك، فقد أثرت موجة هائلة من القومية العربية على كلا البلدين، مما تسبب في سقوط عائلة السنوسي الليبية، لكن نظيراتها المغربية تمكنت من البقاء على قيد الحياة وسط علاقات مضطربة.
منذ ذلك الحين، دخلت المغرب وليبيا فصلاً متوتراً، حيث سقطت ليبيا تحت حكم معمر القذافي. سرعان ما تصاعدت العداوات الشخصية بين الحاكمين إلى صراع وطني. تدخل القذافي في قضية الصحراء الغربية، ودعم جبهة البوليساريو، تسببت العلاقات السرية بين الحسن الثاني ملك المغرب وإسرائيل في توترات بين البلدين. في عام 1987، تبين أن القذافي خطط لاغتيال محتمل ضد الحسن الثاني، وهو ما لم يتحقق أبدًا. ومع ذلك، حافظت الدولتان على علاقة سيئة، وعدم الثقة من القذافي تجاه الحسن الثاني ولاحقًا محمد السادس ملك المغرب، دفع القذافي إلى أن يكون له وجهة نظره الخاصة عن الملك المغربي، على الرغم من أن الدولتين اعتادتا على تشكيل تحالف سياسي في عام 1984 (انحل بعد اجتماع عام 1986 بين الحسن الثاني وشمعون بيريز).
هدأت التوترات بين ليبيا والمغرب مع إعادة دمج ليبيا في المجتمع الدولي، لكن انعدام الثقة بين البلدين بقى. عندما زار محمد السادس ليبيا في عام 2001، وجد أن القذافي قد دعاه بـ"ابني"، وهو ما اعتُبر إهانة للعائلة المالكة المغربية. استمرت المغرب في الحفاظ على سياسة فريدة من نوعها موالية للغرب بينما حافظت ليبيا في عهد القذافي على سياسة غير مستقرة. سيظل هذا الاختلاف قائمًا حتى عام 2011.